# Robert Schreder
Robert Hubert Joseph Schreder (Bra-sur-Lienne, 18 november 1912 - Sainte-Ode, 19 juli 1999) was een Belgisch senator en burgemeester.

## Levensloop
Robert Schreder trad tijdens de Tweede Wereldoorlog toe tot het Verzet, werd opgepakt en bracht een aantal maanden door in Buchenwald. Na de oorlog werd hij gemeentesecretaris.
Hij werd in 1952 voor de PSC verkozen tot gemeenteraadslid van Waha en was er van 1953 tot 1958 schepen en burgemeester van 1958 tot 1974.
In 1971 werd hij lid van de Senaat voor het Rassemblement Wallon (RW) als provinciaal senator voor Luik en vervulde dit mandaat tot in 1974. Hij was hierdoor ook lid van de Cultuurraad voor de Franse Cultuurgemeenschap. In 1976 verliet hij het RW en volgde Jean Gol en François Perin in hun alliantie met de PRLW.
Hij werd vervolgens van 1974 tot 1978 provincieraadslid voor Luxemburg en van 1974 tot 1977 bestendig afgevaardigde, bevoegd voor de landbouw.